# Ако обичаш много
„Ако обичаш много“ (на турски: Ya Çok Seversen) е турски телевизионен сериал в жанра романтична комедия, продуциран от Ay Yapım, чийто първи епизод е излъчен на 6 юли 2023 г., режисиран от Али Билгин, Бесте Султан Kасапоуларъ и Али Балджъ по сценарий на Kюбра Сюлюн. Керем Бюрсин и Хафсанур Санджактутан споделят главните роли. Сериалът приключва с 13-ия си епизод, който е излъчен на 30 септември 2023 г.

## Сюжет
Това е историята на пресичащите се пътища на Атеш и Лейля. Атеш е изпратен в интернат след смъртта на майка си и никога повече не се завръща у дома. Той е прекарал живота си в чужбина, стъпил на краката си и не вярвайки на никого. Лейля от друга страна е сираче, изоставена от майка си като дете. Тя става член на банда от измамници, за да спечели пари нужни й да  намери семейството си. След смъртта на баща си и втората му съпруга, Атеш трябва да се върне в дома на детството си в Турция, за да се грижи за отчуждените си доведени брат и сестри и да се изправи пред болезнените мистерии около смъртта на майка си. Лейля става бавачка на децата, отваряйки врата от светлина в мрачния свят на Атеш. Докато се справят със собствените си борби и се стремят да създадат усещане за семейство, любовта между тях се появява като мощна сила.

## Актьорски състав
- Керем Бюрсин – Aтеш Aрджалъ
- Хафсанур Санджактутан – Лейля Kьокдал
- Хатидже Аслан – Фюсун Aрджалъ
- Шериф Ерол – Илтер Eвджили
- Джемре Eбюззия – Биге
- Назми Кърък – Якуп Дживелек
- Азиз Джанер Инан – Умут Aрджалъ
- Мине Кълъч – Mерием Юнус
- Oулджан Aрман Услу – Онур
- Дурукан Челиккая – Баръш
- Йозгюн Aкачча – Мерт
- Лара Aслан – Ългаз Арджалъ
- Aдин Kюлче – Айдос Арджалъ
- Aрвен Eдже Явуз – Берит Арджалъ
- Есра Къзълдоан - Фирузе

## Излъчване
| Сезон | Сезон | Епизоди | Начало на сезона | Край на сезона       | Всички епизоди | ТВ сезон | ТВ канал |
| ----- | ----- | ------- | ---------------- | -------------------- | -------------- | -------- | -------- |
|       | 1     | 13      | 6 юли 2023 г.    | 30 септември 2023 г. | 1 – 13         | 2023     | Kanal D  |

Сериалът се излъчва в 20:00 в четвъртък от 1-ви до 8-ми епизод, и продължава да се излъчва в събота от 20:00 от 9-ти епизод.

### В България
Сериалът започва излъчването си в България на интернет платформата Voyo.bg на 13 декември 2024 г.

## Епизоди
| 1 | Кюбра Сюлюн | Али Билгин, Бесте Султан Kасапоуларъ | 6 юли 2023 г.        |
| След като се завръща от чужбина, където е живял дълги години, след смъртта на баща си, Атеш разбира, че трябва да поеме попечителството над брат си и сестрите си и да стане председател на борда на директорите за 3 месеца. Освен това пътят му се пресича с Лейла, която от години печели пари с надеждата да намери семейството си. |             |                                      |                      |
| 2 | Кюбра Сюлюн | Али Билгин, Бесте Султан Kасапоуларъ | 13 юли 2023 г.       |
| Пристигането на Атеш у дома шокира Лейла и децата. Докато Атес е у дома, способността на Лейла да продължи да лъже бавачката си е застрашена. Екипът се търси от семейството на младоженеца, който е измамен навсякъде. Лейла няма къде другаде да отиде освен тази ферма. Опитва се да се адаптира към децата. Тя преживява трудно пристигането на истинската бавачка. Атеш трудно се връща в дома, който напусна преди години. Сякаш случилото се не е достатъчно, той трябва да живее с братята и сестрите си според семейния устав, който адвокатът задължава да подпише. Депресираният Атеш избира различен път, за да остане у дома. Лейла е тази, която го отклонява от този път. Атеш взема радикални решения не само у дома, но и в компанията. Междувременно Якуп от отбора предприема стъпка, която ще изложи на опасност целия отбор, но той я скрива от всички. Изчезването на Берит помага на Умут и Фюсун, които събират доказателства за съда. Атеш и Лейла са притиснати в ъгъла. Ще успеят ли да се обединят и да намерят Берит? |             |                                      |                      |
| 3 | Кюбра Сюлюн | Али Билгин, Бесте Султан Kасапоуларъ | 20 юли 2023 г.       |
| Атеш обвинява Лейла за изчезването на Берит. В отбора се завръща уволнената Лейла. Отборът е изложен на опасност, когато последното семейство, което са измамили, идва след тях. Атеш е принуден да прекарва време с децата, защото няма детегледач. Отсъствието на Лейла причинява травма на Берит. Когато Атеш разбира заговора на Ългаз, той моли Лейла да се върне. Лейла никак не се чувства комфортно, но поради натиска на екипа, тя трябва да се върне у дома. Заради травмата на Атеш и Лейла Берит те се обединяват и сближават. Лейла е потресена от изненадващия план на Якуп. Вече нищо няма да е същото. Съмненията за къртица във фирмата напрягат Атеш и Умут. Умут няма никакво намерение да остави контрола на Атеш. Въпреки всичко Арджалъ измислят план как да се обединят и да преодолеят сполетялата ги криза. Лейла играе водещата роля в този план. Нощта свършва неочаквано за Лейла и Атеш. Това е началото на нова ера за тях двамата и има опасност Лейла да разкрие самоличността си.                                 |             |                                      |                      |
| 4 | Кюбра Сюлюн | Али Билгин, Бесте Султан Kасапоуларъ | 27 юли 2023 г.       |
| Лейла и Атеш изпадат в неразбирателство след сближаването им. Междувременно за Лейла и екипа звънят алармени звънци. Из къщата обикаля плик, в който ще разкрият самоличността си. Лейла изпитва чувство на отмъщение срещу Атеш, докато недоразумението расте. За целта той играе игра на събитието, което посещава с братята Арджалъ. Когато и двамата осъзнават, че истината не е такава, каквато знаят, цветът на нещата се променя и отношенията им се подобряват. Атеш е поразен от връзката си с децата и взема решение. Научавайки за това решение, Лейла тръгва по необратим път по отношение на Атеш. Една къртица във фирмата предизвиква голяма криза. Лейла играе ключова роля в разрешаването на тази криза. Якуп, от друга страна, преследва мръсен план в тайна от целия екип. Междувременно екипът не подозира опасността, която ще ги отведе до края на пътя. Лейла никога не е била толкова близо до опасността да бъде изложена.                                                                                               |             |                                      |                      |
| 5 | Кюбра Сюлюн | Али Билгин, Бесте Султан Kасапоуларъ | 3 август 2023 г.     |
| Когато Хасан идва във фермата, Якуп, Мерием, Онур, Баръш и Лейла изпадат в трудна ситуация. От една страна, разногласията между Атеш и децата се засилват. Децата трябва да решат при кой по-голям брат да останат. Фюсун запретва ръкави, за да повлияе на решението на децата. Атеш се опитва да се справи с проблемите, причинени от Ългаз. Той търси своя стар "забавен" живот. Докато Лейла се опитва да възстанови отношенията между Атеш и децата, двамата започват да се ревнуват един от друг. Изненадата на Лейла ще изненада Атеш. |             |                                      |                      |
| 6 | Кюбра Сюлюн | Али Билгин, Бесте Султан Kасапоуларъ | 10 август 2023 г.    |
| Лейла и Атеш се сближават. Те дори не знаят какво се случва между тях. Въпреки че тази несигурност обърква Берит, тя не се отказва да се занимава с тях. Фюсун случайно научава изненадваща информация за Лейла и тръгва да я преследва. Това знание му дава лост. Речта на Берит също сближава Атеш и братята му. Обединява цялото семейство. |             |                                      |                      |
| 7 | Кюбра Сюлюн | Али Билгин, Бесте Султан Kасапоуларъ | 17 август 2023 г.    |
| Лейла и Атеш стават гаджета, но решават да се скрият за известно време от децата, за да не се объркат. Фюсун разкрива тайната на бандата. Създаването на нови игри поставя всички на нов път. Сътрудничеството на Умут и Биге ги сближава. Докато се опитва да разреши социалното безпокойство на Айдос, Атеш едновременно забавлява и сближава цялото семейство. Докато всичко това се случва, Фюсун продължава плановете си. Атеш престава да крие отношенията си с Лейла. |             |                                      |                      |
| 8 | Кюбра Сюлюн | Али Балджъ                           | 24 август 2023 г.    |
| Всички са много изненадани, защото никой не очаква признанието на Атеш. Тъй като Ългаз иска да защити братята си, Атеш получава нейната реакция. Въпреки че Лейла казва на бандата, че е отменила плана заради чувствата си, Якуп не го одобрява. Връзките им променят всички баланси около тях. Атеш предлага брак на Лейла за много кратко време. |             |                                      |                      |
| 9 | Кюбра Сюлюн | Али Балджъ                           | 2 септември 2023 г.  |
| Атес предлага брак на Лейла и Фюсун идва при тях. Те обясняват решенията си на децата. Докато Ългаз реагира на този брак, Лейла не знае какво да прави. Мерием признава на Мерт, че са измамници. Фюсун се опитва да открадне дизайните, които ще я издадат от бандата. На сватбата Лейла я очаква изненада. |             |                                      |                      |
| 10 | Кюбра Сюлюн | Али Балджъ                           | 9 септември 2023 г.  |
| След признанието на Атеш на сватбата, Лейла бързо напуска мястото. По пътя й помага един от присъстващите на сватбата. Това, което направи, всъщност разстрои много Атеш. Положението на бандата у дома е в сериозна опасност. Цялата поръчка е унищожена. Тъй като децата са свикнали с Лейла, те започват да имат проблеми у дома. Атеш трябва да поддържа някакъв баланс за попечителството. |             |                                      |                      |
| 11 | Кюбра Сюлюн | Али Балджъ                           | 16 септември 2023 г. |
| Лейла е много изненадана, че Атеш не иска развод. Въпреки че не знае какво да прави, тя се съгласява да изиграе последна игра с Атеш. Те правят всичко, за да убедят всички у дома в истинността на брака си. В процеса Атеш споделя истинските си чувства с Лейла. Той не може да се сдържа много, когато почувства, че трябва да защити братята си. Докато организират игра за децата, Фюсун прави предложение на Лейла. |             |                                      |                      |
| 12 | Кюбра Сюлюн | Али Балджъ                           | 23 септември 2023 г. |
| Атеш и Лейла отиват заедно на почивка, за да е добре на децата. Смята се, че са дошли в хотела за медения си месец. Те решават да станат приятели на този празник. Тази ситуация е много трудна за тях, защото са влюбени един в друг. Атеш научава, че Фирузе е майката, която Лейла търси от години. |             |                                      |                      |
| 13 | Кюбра Сюлюн | Али Балджъ                           | 30 септември 2023 г. |
| Децата отиват в дома на Умут. Въпреки че Атеш осъзнава колко много ги обича, той решава да си отиде. Лейла отново разклаща доверието на Атеш и двамата стигат до кръстопът. Всичко, което Фюсун прави, вече е разкрито. Делото за настойничество над децата е приключило. |             |                                      |                      |